# 罗托瓦
罗托瓦，是西班牙巴伦西亚自治区巴伦西亚省的一个市镇。总面积8平方公里，总人口1259人（2001年），人口密度157人/平方公里。